# Opalia sanjuanensis
Opalia sanjuanensis is een slakkensoort uit de familie van de Epitoniidae. De wetenschappelijke naam van de soort is voor het eerst geldig gepubliceerd in 1932 door Lowe.